# Moïssala
Moïssala est une ville dans le Sud du Tchad.
Elle est le chef-lieu du département du Barh Sara dans la région du Mandoul.

## Éducation
Moïssala compte sept écoles primaires dont 4 sont publiques (centre "A", "B", "C" et holnara) et 3 privées (école catholique, Nemy et La foi de Bahay)
- Collège : le CEM (collège d'enseignement Moyen), le saint-Daniel combonet william Rogere et le CEG de holnara.
- Lycée : le lycée moderne, lycée St Daniel comboni et William.

Moïssala compte aussi une école maternelle catholique.